# Ričardas Juška
Ričardas Juška (ur. 11 maja 1960 w Kaniūkai w rejonie jurborskim) – litewski polityk, inżynier i samorządowiec, mer rejonu jurborskiego (2009–2015), poseł na Sejm Republiki Litewskiej.

## Życiorys
W 1984 ukończył studia w Wileńskim Instytucie Inżynierii Budownictwa. Pracował jako inżynier w przedsiębiorstwie motoryzacyjnym, a od 1989 w administracji lokalnej. W latach 1996–2003 był dyrektorem oddziału przedsiębiorstwa ubezpieczeniowego.
Działacz Litewskiego Związku Liberałów, następnie Związku Liberałów i Centrum, z którego przeszedł do Ruchu Liberalnego Republiki Litewskiej. Od 1995 wybierany na radnego rejonu jurborskiego. W latach 2003–2007 pełnił funkcję zastępcy mera tego rejonu. Od 2009 do 2015 sprawował urząd mera. Następnie zatrudniony jako doradca jednego z litewskich eurodeputowanych.
W wyborach w 2016 uzyskał mandat posła na Sejm, pokonując w okręgu jednomandatowym kandydata Związku Ojczyzny. Z powodzeniem ubiegał się o poselską reelekcję w 2020 i 2024.